# 나가노촌 (도치기현)
나가노촌(永野村)은 도치기현의 중서부, 가미쓰가군에 속했던 촌이다. 

## 역사
- 1889년 4월 1일 - 정촌제 시행에 의해 가미쓰가군 나가노촌이 성립하였다.
- 1955년 1월 8일 - 아와노정, 가스오촌, 기요스촌과 합병해, 가누마정이 되었다.